# زنگ هفتم
زنگ هفتم مجموعه داستانی از محمدمنصور هاشمی است.

## نقد
نقدهایی به‌قلم آیدا گلنسایی،
میلاد حسینی،
نیره رحمانی،
و فریده حسن‌زاده راجع به این کتاب منتشر شد. 
مجله اینترنتی الف‌یا هم در مهرماه ۱۳۹۵ میزگردی برای نقد و بررسی کتاب با حضور ابراهیم اکبری دیزگاه (سردبیر)، میثم امیری، محمدمنصور هاشمی و بهاره ارشد ریاحی برگزار کرد.